# Rakitovo
Rakitovo (în bulgară Ракитово) este un oraș în partea sudică a Bulgariei. Aparține de  Obștina Rakitovo, Regiunea Pazargik.

## Demografie
Componența etnică a orașului Rakitovo
     Nicio identificare (22,33%)
     Bulgari (54,49%)
     Romi (22,51%)
     Turci (0,29%)
     Altele (0,35%)
La recensământul din 2011, populația orașului Rakitovo era de 8.122 locuitori. Din punct de vedere etnic, majoritatea locuitorilor (54,49%) erau bulgari, cu o minoritate de romi (22,51%). Pentru 22,33% din locuitori nu este cunoscută apartenența etnică.